# Provincia de Nor Yungas
La provincia de Nor Yungas es una provincia del departamento de La Paz, Bolivia. Tiene como capital provincial a la población de Coroico y cuenta con una población de 36.327 habitantes (según el Censo INE 2012). Se encuentra en la región subtropical conocida como Los Yungas.

## Geografía
La provincia Nor Yungas es una de las veinte provincias que componen el departamento de La Paz; limita septentrionalmente (norte) con la provincia de Caranavi, al oeste con la provincia de Murillo, al este y australmente con la provincia de Sud Yungas.

## División administrativa
La Provincia de Nor Yungas está dividida administrativamente en 2 municipios:
| Municipio | Capital  | Superficie |
| --------- | -------- | ---------- |
| Coroico   | Coroico  | 1.088 km²  |
| Coripata  | Coripata | 632 km²    |

## Demografía
De acuerdo con el censo boliviano de 2024, la población de la provincia de Nor Yungas es de 51 441 habitantes.
La población de la provincia ha aumentado dos veces y media en las últimas tres décadas: 
| Año  | Habitantes | Fuente                  |
| ---- | ---------- | ----------------------- |
| 1992 | 20 433     | Censo boliviano de 1992 |
| 2001 | 23 681     | Censo boliviano de 2001 |
| 2012 | 36 327     | Censo boliviano de 2012 |
| 2024 | 51 441     | Censo boliviano de 2024 |

### Población por municipios
El municipio que más ha crecido porcentualmente en población fue el municipio de Coroico. Su crecimiento hasta 2019 es de 102,7 % (desde 1992). El crecimiento de Coroico se encuentra por encima del crecimiento promedio de la provincia, del crecimiento promedio del departamento y del promedio nacional. 
| Población Histórica de los Municipios de la Provincia Nor Yungas | Población Histórica de los Municipios de la Provincia Nor Yungas | Población Histórica de los Municipios de la Provincia Nor Yungas | Población Histórica de los Municipios de la Provincia Nor Yungas | Población Histórica de los Municipios de la Provincia Nor Yungas | Población Histórica de los Municipios de la Provincia Nor Yungas |
| Municipio                                                        | Censo de 1992                                                    | Censo de 2001                                                    | Censo de 2012                                                    | Estimación 2019                                                  | Crecimiento (1992-2019)                                          |
| ---------------------------------------------------------------- | ---------------------------------------------------------------- | ---------------------------------------------------------------- | ---------------------------------------------------------------- | ---------------------------------------------------------------- | ---------------------------------------------------------------- |
| Coroico                                                          | 10 157                                                           | 12 237                                                           | 19 397                                                           | 20 591                                                           | 102,7 %                                                          |
| Coripata                                                         | 10 276                                                           | 11 444                                                           | 16 930                                                           | 18 722                                                           | 82,1 %                                                           |
| Provincia de Nor Yungas                                          | 20 433                                                           | 23 681                                                           | 36 237                                                           | 39 313                                                           | 92,3 %                                                           |
| Departamento de La Paz                                           | 1 900 786                                                        | 2 350 466                                                        | 2 719 344                                                        | 2 904 996                                                        | 52,8 %                                                           |
| Bolivia                                                          | 6 420 792                                                        | 8 274 325                                                        | 10 059 856                                                       | 11 469 900                                                       | 78,6 %                                                           |